# Ghetto de Lviv

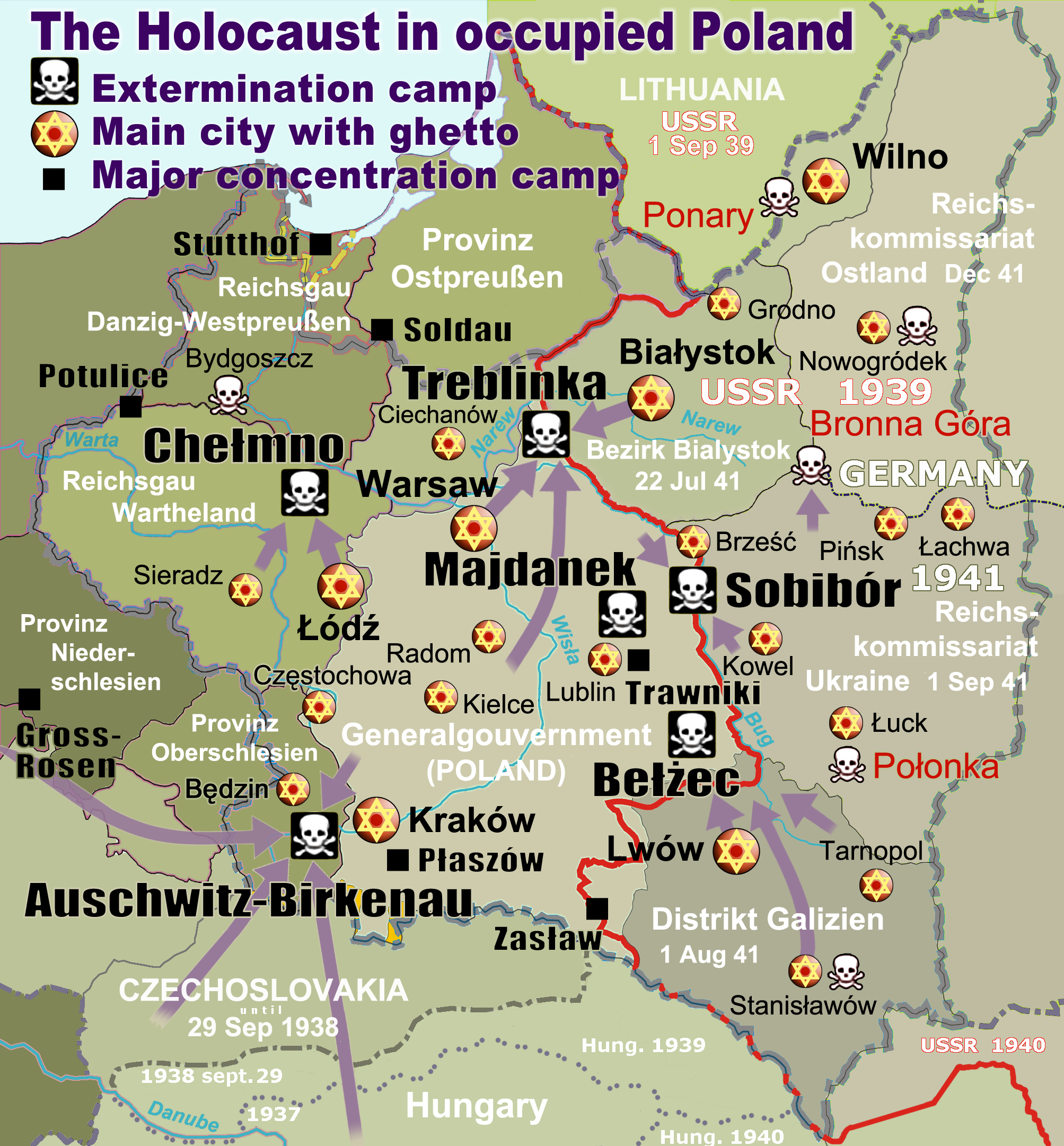
Ghettos dans la Pologne occupée (repérés par des étoiles rouges/or). Lviv est au sud-est du territoire, à proximité (au sud) de l'endroit où, au cours de l'année 1942, va fonctionner le camp d'extermination de Bełżec.

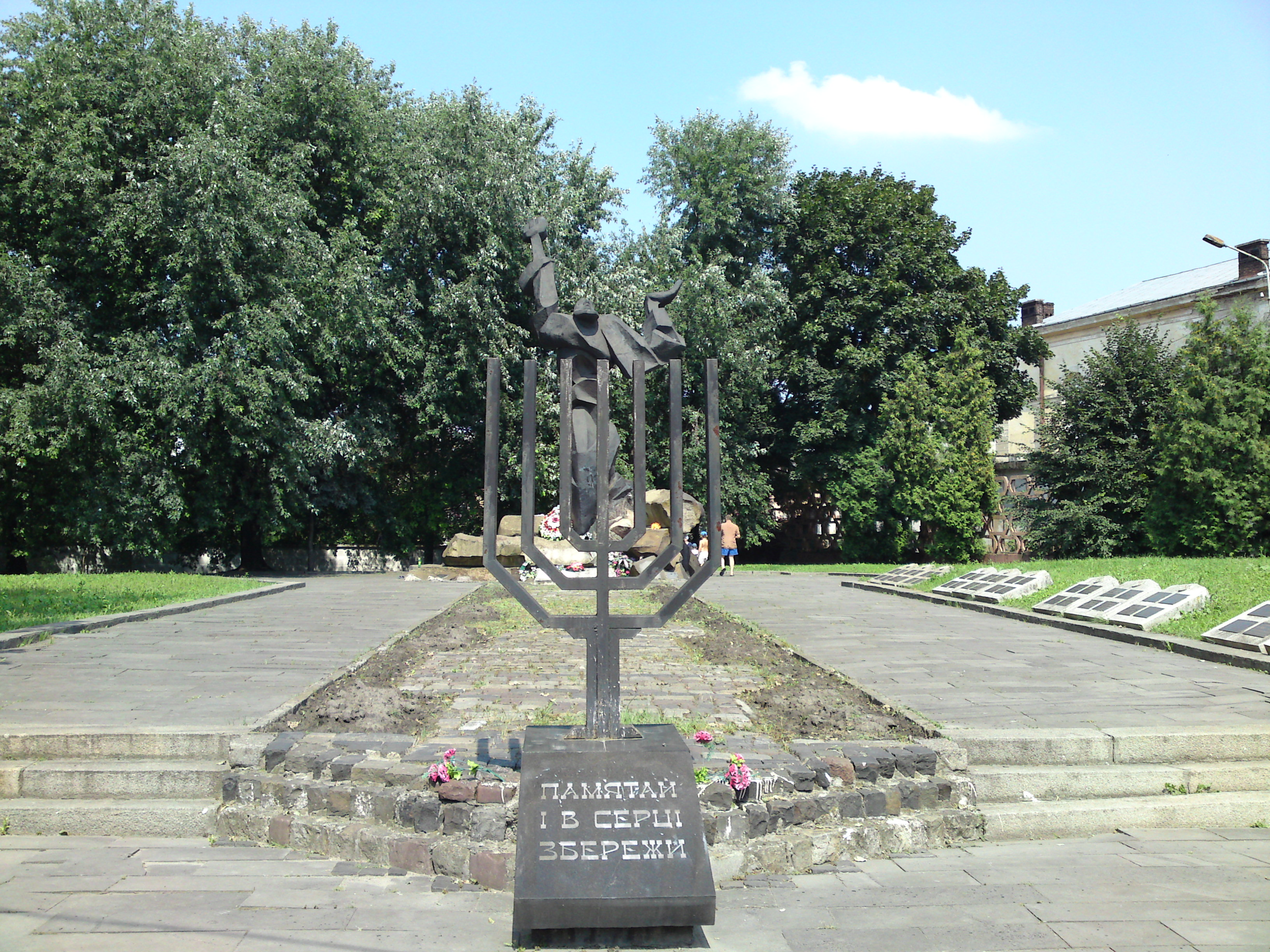
Monument aux victimes de l’holocauste à Lwów (désormais « Lviv »).

Le Ghetto de Lviv ou ghetto de Lwów, (en allemand : Ghetto Lemberg ; en polonais : getto we Lwowie ; en russe : Львовское гетто ; en ukrainien : Львівське гетто) — ou ghetto de Lwow ou ghetto de Lvov — était un ghetto organisé dans l'Europe occupée par les nazis durant la Seconde Guerre mondiale dans la ville jusqu'alors polonaise de Lwów.
Le ghetto de Lwów a été un des plus importants ghettos juifs créés par les allemands lors de la Shoah en Pologne occupée, après ceux de Varsovie et Łódź.
La ville de Lwów abrite environ 110 000 habitants Juifs en 1939. Mais au moment de l'arrivée des nazis en juin 1941, ce nombre est passé à plus de 220 000, : en effet, de nombreux Juifs, qui craignaient pour leur vie, ont à partir de fin 1939 quitté la Pologne occupée par les nazis en direction de la Pologne orientale occupée par les Soviétiques. Cette zone leur procure, à cette époque, un sentiment relatif de sécurité, notamment à Lwów.
Peu après leur arrivée en juin 1941 à la suite du déclenchement de l'opération Barbarossa, les Allemands mettent en place le ghetto ; ils le détruisent moins de deux ans plus tard en juin 1943, la plupart de ses habitants ayant déjà été exterminés sur place ou dans les camps de Bełżec et Janowska,,.

## La communauté juive de Lwów
Il semble que des Juifs se soient établis dans la région dès le Xe et à Lwów même, dès le XIIIe siècle. Dès le XIVe siècle, deux communautés existent à Lwów, l'une dans les murs de la ville, l'autre hors les murs, chacune avec ses synagogues. Au XVIe siècle, la population juive atteint le millier de personnes. Les plus prospères étaient des commerçants internationaux, certains étaient artisans tanneurs ou bouchers ou orfèvres et les plus pauvres colporteurs. En 1571 est érigée une synagogue de style gothique, la synagogue de la Rose d'or , ruinée durant la Seconde Guerre mondiale et finalement détruite par les Ukrainiens en 2011.
Après le partage de la Pologne, Lwów est intégrée à l'Autriche et devient Lemberg. En 1820, 265 des 290 boutiques de Lemberg sont tenues par des Juifs et, en 1826, la ville compte 19 000 habitants juifs.
La Haskalah est influente parmi les juifs de Lemberg et en 1844, une synagogue réformée est fondée tandis que se répand aussi le hassidisme. À la fin du XIXe siècle, le sionisme est aussi influent. La communauté juive compte alors des médecins et des avocats mais les plus nombreux restent les commerçants et les artisans. En 1910, la population juive s'élève à 57 000 personnes et la littérature, aussi bien en hébreu qu'en yiddish y fleurit.
Durant la Première Guerre mondiale, Autrichiens, Russes, Polonais et Ukrainiens s'affrontent pour la possession de la ville. Des pogroms y éclatent en 1917 et 1918, faisant cent morts parmi les Juifs et plusieurs centaines de blessés. La ville redevient polonaise après la guerre et la communauté juive s'y développe malgré l'antisémitisme. Elle atteint en 1939 un tiers de la population totale de la ville et 50 synagogues y sont recensées.
À la veille de la Seconde Guerre mondiale, en 1939 la ville de Lwów se situait en troisième place en Pologne, après Varsovie et Łódź, en ce qui concerne le nombre d'habitants juifs : soit 99 600 sur un total de 310 000 en 1931 (32 %) selon des critères confessionnels ou 75 300 (24 %) selon des critères de langue maternelle yiddish ou hébreu, comme indiqué dans le recensement officiel polonais de 1931. Les Juifs assimilés, ceux qui se considéraient eux-mêmes comme étant des Polonais de confession juive représentent la différence entre les deux chiffres. En 1939, ces chiffres s'accrurent de plusieurs milliers. Les Juifs s'étaient investis considérablement dans l'industrie textile de la ville et avaient réussi à installer un centre culturel et éducatif développant un grand nombre d'activités religieuses et politiques, organisant des mouvements de jeunes aussi bien pour les juifs orthodoxes, les Juifs de l'hassidisme, que les sionistes, les bundistes, et les communistes. Les Juifs assimilés constituaient une part importante de l'intelligentsia polonaise juive et des élites universitaires. Des intellectuels comme Marian Auerbach, Maurycy Allerhand et beaucoup d'autres ont grandement contribué à faire de Lwów un centre culturel de premier plan.

## Occupation soviétique au début de la Seconde Guerre mondiale
Trois semaines après le début de la guerre en 1939 et l'invasion de la Pologne par les Allemands, le 1er septembre 1939, la ville, en même temps que la partie orientale de la Pologne, la Galicie, fut annexée par l'URSS au terme des clauses secrètes du Pacte germano-soviétique signé par Molotov et Ribbentrop.
Sous les Soviétiques, la population de Lwów s'accrut d'environ 200 000  à   220 000 personnes, principalement juives, en absorbant un flot de réfugiés fuyant la partie orientale de la Pologne vers l'Est (Stefan Szende donne le chiffre de 180 000 Juifs). Sous l'occupation soviétique (de septembre 1939 à juin 1941), quelques Juifs de Lwów firent l'objet de mesures de répression comme les autres habitants. Ils furent parfois déportés en URSS profonde mais, du coup, sont presque les seuls à avoir survécu à la Shoah.

## Les massacres et pogroms
La constitution du ghetto a été précédée de différents évènements tragiques en juin et juillet 1941.
Une grande confusion existe à propos de ceux-ci, des responsabilités respectives de chaque protagoniste : soviétiques, allemands, polonais, ukrainiens, juifs. En résumé, on peut citer :
- le massacre de prisonniers dans les prisons avant le départ des Soviétiques ;
- un premier pogrom au début du mois de juillet 1941 ;
- un second massacre en fin juillet 1941 ;
- un massacre au stade municipal organisé par l'armée allemande.

Les controverses concernent : les dates, le nombre de victimes, la qualité des victimes, la nationalité de celles-ci, le nom des groupes de responsables. Ces difficultés sont amplifiées par l'agenda politique des parties respectives.

### Massacres du 25 juin 1941
Le 25 juin 1941, les membres de l'Organisation des nationalistes ukrainiens (B), armés de gourdins et de barres de fer commencent les pogroms contre les Juifs à Lwów en représailles contre les meurtres de prisonniers commis par le NKVD, qui selon des témoignages récoltés par les Allemands, étaient majoritairement des membres de cette organisation (bien qu'il y ait eu parmi eux des Polonais et des Juifs. Naturellement, les Ukrainiens accusèrent la population juive locale d'avoir soutenu le régime d'occupation soviétique en général et surtout d'avoir aidé le NKVD dans son offensive meurtrière contre les nationalistes ukrainiens.

### Premiers pogroms
En représailles, des pogroms sont organisés du 30 juin jusqu'au 25 juillet, sans discontinuer durant quatre semaines, 4 000 personnes seront tuées. Le 30 juin, le bataillon Nachtigall rassemble un demi-millier de Juifs, qu'ils ont arrêtés dans les rues à des barrages de contrôle ou à leur domicile. Des civils portant un brassard seront organisés ultérieurement, le 1er août, en un corps de police auxiliaire, l'UP. Les personnes arrêtées sont réquisitionnées pour porter les cadavres hors des cellules,. Une fois le travail accompli, elles subissent le supplice de la course des piques. Sur ordre d'un officier, elles sont battues à mort entre deux rangs de baïonnettes ukrainiennes.
Le même jour, un millier de Juifs sont livrés aux injures et aux coups d'une foule qui couvre de fleurs les soldats allemands en acclamant Hitler et Bandera. La participation de la population et l'enthousiasme des participants sont surveillés, ce qui traduit une politique calculée de terreur. L'autorité abolit les ultimes freins de la conscience individuelle que sont les règles morales en manipulant et confondant victimes et bourreaux. La foule est invitée impérieusement à une manifestation festive qui culmine par un massacre.

### Journées de Petliouraou second pogrom

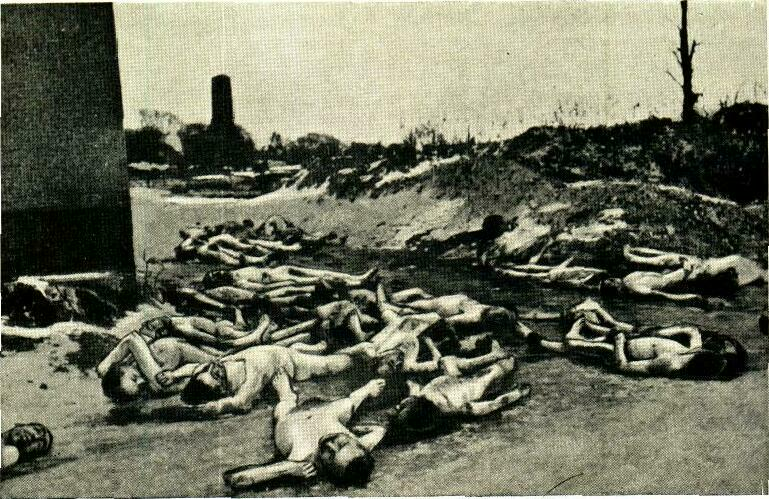
Le cimetière juif a été un des deux centres de massacre.

Fin juillet 1941, 2 000 Juifs furent tués dans un pogrom,,. Ce second pogrom, dénommé « journées de Petlioura »,, du nom de Simon Petlioura, indépendantiste ukrainien assassiné à Paris en 1926, fut organisé par les nazis, mais mis en œuvre par les Ukrainiens, comme prologue à l'extermination totale de la population juive de Lwów. Dans les environs de la ville entre 5 000 et 7 000 Juifs furent battus et plus de 2 000 tués lors de ce massacre.

### Massacre du stade municipal de Lwów
De plus, à la même époque, quelque 3 000 personnes, en majorité juives furent exécutées dans le stade municipal par l'armée allemande.

## Le ghetto

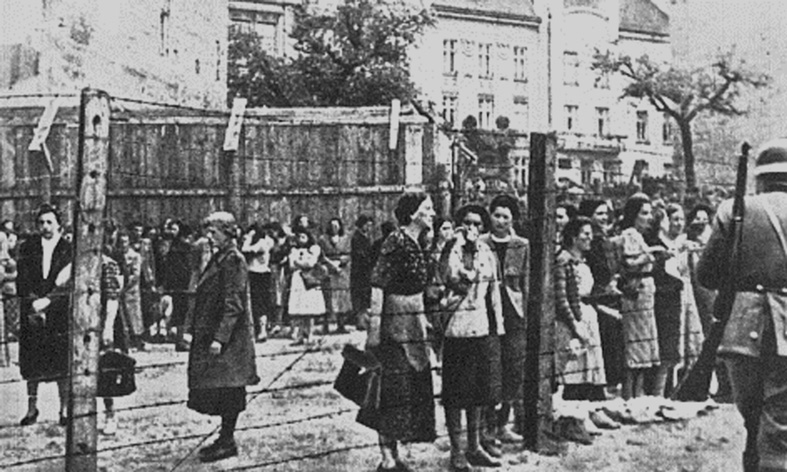
Cour de la prison de la rue Łąckiego.

### Le déménagement imposé vers le quartier Zamarstynów
Le 8 novembre 1941, les Allemands établirent un ghetto qu'ils appelèrent Jüdisches Wohnbezirk (arrondissement de résidence juive) dans une partie nord de la ville de Lwów. Tous les Juifs de la ville furent obligés de déménager pour le 15 décembre 1941 et tous les Polonais et les Ukrainiens durent quitter l'emplacement réservé au ghetto. Le quartier désigné pour former le ghetto était Zamarstynów (aujourd'hui en ukrainien : Замарстинів). Avant la guerre c'était un des quartiers les plus pauvres et miséreux des faubourgs de Lwów. La police allemande commença par opérer une série d'opérations de « sélection », appelées « actions sous le pont » - 5 000 Juifs âgés ou malades furent poussés jusqu'au pont de chemin de fer de la rue Pełtewnat (appelé « pont de la mort » par les Juifs), d'où ils étaient ensuite envoyés dans le ghetto. En décembre entre 110 000 et 120 000 Juifs vivaient dans le ghetto de Lwów. Les conditions de vie dans ce ghetto surpeuplé étaient extrêmement pénibles et précaires. Les rations de nourritures étaient estimées à 10 % de celle des Allemands, et à 50 % de celles des Polonais ou des Ukrainiens.

### Création d'une police juive
Les Allemands instaurèrent une police juive appelée la Jüdischer Ordnungsdienst Lemberg (JOL) qui portait un uniforme bleu foncé comme les Polonais mais où l'insigne de police était remplacé par une étoile de David et les lettres JOL en différents endroits de l'uniforme. Les policiers disposaient d'une matraque en caoutchouc. Leur nombre est estimé entre 500 et 750 hommes. La police juive devait obéir au Conseil national juif de la ville, qui lui-même recevait ses ordres de la Gestapo. Ils agissaient contraints et forcés, de même que les polices polonaises et ukrainiennes.

### Premières déportations en camp d'extermination
Le ghetto de Lwów fut un des premiers d'où les Juifs furent transportés dans des camps de la mort dans le cadre de l'Aktion Reinhard. Entre le 16 mars et le 1er avril 1942, 15 000 Juifs furent pris et envoyés à partir de la gare de chemin de fer Kleparów vers le camp d'extermination de Belzec. Après ces déportations initiales et la mort par maladie et des coups de feu tirés pour des vétilles par les Allemands, il restait officiellement environ 86 000 Juifs dans le ghetto, bien qu'il y en eût davantage si l'on tient compte de ceux qui n'étaient pas enregistrés. Durant cette période, beaucoup de Juifs furent forcés de travailler pour la Wehrmacht et l'administration allemande du ghetto, surtout dans le camp de travail de Janowska. Les 24–25 juin 1942, 2 000 Juifs furent envoyés dans ce camp de travail ; seuls 120 furent utilisés pour le travail, et tous les autres furent fusillés.

### La "Grande action" de déportation
Entre le 10 et le 31 août 1942, la « Grande Action » fut mise sur pied, quand entre 40 000 et 50 000 Juifs furent embarqués et rassemblés au point de transit de Janowska, et de là déportés au camp d'extermination de Bełżec. Il y en eut beaucoup qui ne furent pas déportés parce qu'ils étaient devenus orphelins ou malades et ils furent tués. Le 1er septembre 1942, la Gestapo arrêta le chef du Judenrat et des membres de la police du ghetto dans l'immeuble du Judenrat au coin de la rue Łokietka et de la rue Hermana. Il restait environ 65 000 Juifs alors que l'hiver approchait sans chauffage ni hygiène, avec les risques d'épidémie de typhus que cela induisait.
Entre le 5 et le 7 janvier 1943, un autre groupe de 15 000 à 20 000 Juifs, y compris les derniers membres du Judenrat furent tués à l'extérieur de la ville. Après cette action en janvier 1943, le Judenrat fut dissous et ce qui restait au ghetto fut dénommé Judenlager Lemberg (« camp juif de Lwów »), et donc formellement désigné comme un camp de travail comprenant environ 12 000 Juifs légaux, capables de travailler en Allemagne dans l'industrie de guerre et plusieurs milliers de Juifs illégaux (beaucoup de femmes, d'enfants et de personnes âgées) se cachant parmi eux.

### La fin du ghetto
Au début du mois de juin 1943 les Allemands décidèrent d'en terminer avec ce quartier juif et ses habitants. C'est à ce moment que les Allemands eurent à faire face à des actes sporadiques de résistance armée, mais la plupart des Juifs essayaient de se cacher dans des abris préparés à l'avance et appelés bunkers. En réalité beaucoup de bâtiments étaient inondés d'essence et incendiés pour chasser les Juifs de leurs cachettes. Certains Juifs organisaient leur évasion en s'enfuyant par les égouts.
Quand l'Armée rouge entra à Lwów le 26 juillet 1944, des 110 000 à 120 000 Juifs à la création du camp, il n'en restait plus, dans la ville, que quelques centaines : le nombre varie entre 200 et 900 (823 suivant les données du Comité juif provisoire de Lwów) en polonais : Tymczasowy Komitet Żydowski we Lwowie.
Parmi ceux qui étaient connus, il faut citer Chaim Widawski, qui répandait des nouvelles de la guerre en écoutant des radios « illégales », et le chasseur de nazis Simon Wiesenthal. Dans ses mémoires (The Executioners Among Us) il raconte qu'il fut sauvé de l'exécution par un policier ukrainien, pour être ensuite transporté dans un camp de concentration, plutôt que de rester dans le ghetto.

## Sauvetage de Juifs
Quelques milliers d'enfants furent sauvés par des activistes polonais de l'organisation gouvernementale clandestine Żegota (Conseil d'aide aux Juifs dans les territoires occupés de la Pologne).
Des Juifs furent cachés aussi dans des monastères et des églises de l'Église grecque-catholique ukrainienne. Parmi ceux qui furent sauvés dans la cathédrale Saint-Georges le grand rabbin de la ville David Kakhane (ru) et la famille du rabbin réformé de la ville Iesekiil Lievin.
Dans l'oblast de Lvov plus de cent personnes prirent une part active au sauvetage des Juifs et furent reconnus par l'Institut israélien de Yad Vashem « Juste parmi les nations »
En tout, selon les données de Yad Vashem, 2 400 Ukrainiens furent identifiés comme « Justes parmi les nations ».

## Littérature
Le ghetto de Lwów est décrit dans le roman La Danse interdite de Rachel Hausfater (2000).